# マーサ・ナカムラ
マーサ・ナカムラ（Martha Nakamura, 1990年 - ）は、日本の詩人。中原中也賞、萩原朔太郎賞などを受賞。

## 経歴
1990年、埼玉県北葛飾郡松伏町に生まれる。
共立女子中学校・高等学校を経て、早稲田大学文化構想学部文芸・ジャーナリズム論系を卒業。
大学で詩を学んだことがきっかけで詩を書くことになる。金原瑞人との対談（『現代詩手帖』誌に掲載）によると、もともとは小説家になりたかった。しかし大学に入ってみると周囲には小説家志望の学生が多く、また自分は彼らに比べて文才に劣る、と次第に夢を失っていく。転機は蜂飼耳の授業を受けたこと。3年生より詩作を始める。詩人で気仙沼図書館元館長の千田基嗣は、「早稲田大学で学んだことが、決してマイナスではない、というか、むしろ決定的な条件として機能したというふうにも言ってしまっていい」と感想を述べる。
大学卒業後の2014年、『現代詩手帖』誌に投稿を開始。2016年、第54回「現代詩手帖賞」受賞。
2018年2月10日、山口市の湯田温泉ユウベルホテル松政で行われた選考会で、詩集『狸の匣』に第23回「中原中也賞」が授与される。高田博厚制作の中原中也ブロンズ像のほか、賞金100万円が贈られる。
2020年9月2日、前橋市は詩集『雨をよぶ灯台』に第28回「萩原朔太郎賞」を授与したと発表。受賞時29歳はこの賞の開始以来最年少。ナカムラは「受賞の報せを受け、ただただ驚いております。諸先輩方から激励をいただいた気持ちです。これからも詩の道を自由に楽しみながら精進します」とコメントを寄せた。
2021年2月6日 - 6月6日、前橋文学館にて特別展「変な話をしたい。―異界への招待―」が開催される。詩作を始めた当初のメモ、創作ノートなどを展示。ナカムラの「異界を生む」能力の秘密に迫る。
2021年9月28日、早稲田大学は第8回早稲田大学坪内逍遙大賞の受賞者を発表した。ナカムラは「奨励賞」を受賞。選考委員会は記者会見で「この詩人の最大の魅力は、現代詩の枠を踏み越えそうな勢いを冷静に抑えて言葉を軋ませる、よい意味での落ち着きと図太さにあるだろう。若さの使いこなしの特異さに、大きな期待を寄せたい」などとコメント。

## 出版

### 詩集
- 『狸の匣』（思潮社, 2017/10/31）ISBN:9784783735953
- 『雨をよぶ灯台』（思潮社, 2020）ISBN:9784783737001

### 雑誌等掲載作品
詩作品
- 「巻頭表現 鯉は船に乗って進む」 - 『文學界』2017年11月号
- 「夜の思い出」 - 『三田文學』2018年5月号
- 「赤い洋灯の点く歌合わせ」 - 『現代詩手帖』2019年1月号
- 「なかへと」 - 『現代詩手帖』2019年12月号
- 「和邇」 - 『現代詩手帖』2020年2月号
- 「青々と続く通せんぼ」 - 『現代詩手帖』2020年9月号
- 「雨をよぶ灯台（一部掲載）」 - 『新潮』2020年11月号
- 「篠の目原を行く」 - 『現代詩手帖』2020年12月号
- 「星鳥」 - 『詩とファンタジー』42号（2020年12月）
- 「鏡子と学校 柔らかな壁を押す」 - 『現代詩手帖』2021年2月号
- 「やぶれ網子 柔らかな壁を押す」 - 『現代詩手帖』2021年4月号
- 「米袋 柔らかな壁を押す」 - 『現代詩手帖』2021年8月号

エッセイなど
- 「校舎内の異界について」 - 『群像』2018年7月号
  - 『ベスト・エッセイ2019』（日本文藝家協会編、光村図書出版、2019年7月）に採録。
- 「御霊まつり」 - 『文學界』2020年5月号